# Etničke grupe Kukovih otoka
Etničke grupe Kukovih otoka: 13,000 (UN Country Population; 2008); Osam naroda
- Anglonovozelanđani 500
- Britanci 40
- Bukabukanci 700
- Rarotonganci (Rarotonžani), govore rarotonški 7,300
- Euronezijci,  600
- Niujci (Niueanci)	100
- Tongarevci (Penrhyn otočani) 300
- Rakahanganci i Manihikijci, oni su vjerojatno dio istog naroda porijeklom s Rarotonge 1,400 (4,700 u dvije zemlje)

## Vanjske poveznice
- Cook Islands